# London Post Office Railway Baureihe 1962
Die Baureihe 1962 der London Post Office Railway wurde 1962 bei English Electric gebaut. Die Baureihe umfasste zwei Prototypen, welche als Designstudie für eine eventuelle spätere Lieferung neuer Triebwagen dienten. Einige der Designaspekte flossen später in die Fahrzeuge der Baureihe 1980 ein.
Der erste der beiden Wagen wurde bereits 1967 nach nur 5 Jahren Einsatzzeit ausgemustert und verschrottet. Der zweite hielt bis 1980 und wurde später repariert, wobei Teile des ersten verwendet wurden. Er trug nun die Nummer 66. 2003 wurde er ausgemustert, als die Post Office Railway geschlossen wurde.